# RMB-93
RMB-93 là loại súng shotgun được thiết kế bởi TSKIB SOO (một phần của Konstruktorskoe Buro Priborostroeniya (Конструкторское бюро приборостроения)) vào đầu những năm 1990. Loại súng này được bắt đầu sản xuất với số lượng giới giạn vào năm 1993 để giới thiệu trang bị cho nhiều lực lượng thi hành công vụ, các lực lượng trấn áp bạo loạn cũng như các lực lượng đặc nhiệm. Tuy nhiên do nhiều lý do khác nhau cũng như thiết kế khá lạ của nó cho một loại shotgun mà loại súng này không có doanh thu tốt. Loại súng này sau đó đã chuyển qua thị trường dân sự nhưng kết quả cũng không khả quan lắm. Dù vậy RMB-93 lại nhận được sự đón nhận nồng nhiệt của những người thích các thiết kế độc đáo và mới lạ.

## Thiết kế
RMB-93 sử dụng cơ chế nạp đạn kiểu bơm đẩy nòng. Khi lên đạn xạ thủ sẽ đẩy nòng súng ra phía trước để vỏ đạn cũ rơi ra ngoài và viên đạn mới sẽ được đặc vào vị trí ngay phía sau nòng súng sau đó xạ thủ sẽ kéo nòng súng về chuẩn bị bắn viên đạn tiếp theo. Ống đạn của súng có thể chứa trung bình được 6 viên và viên thứ 7 có thể nạp sẵn trong nòng, số lượng đạn có thể chứa còn tùy vào độ dài của viên đạn vì súng sử dụng đạn 12 mảnh vốn có nhiều loại đạn với kích thước khác nhau. Ống đạn được thiết kế đặc hơi nghiêng xuống phía trước để việc nạp đạn được nhanh hơn cũng như tạo ra khối tâm đè nòng súng để hạn chế độ giật hướng lên trên khi bắn. Súng được thiết kế nhẹ để tăng độ cơ động thích hợp chiến đấu trong cho môi trường chật hẹp.
Bán súng của RMB-93 có thể gấp lên trên khi không cần thiết. Hệ thống nhắm cơ bản của súng là điểm ruồi. Mặc dù với thiết kế đơn giản nên việc bụi đất xâm nhập không ảnh hưởng nhiều đến hoạt động của súng nhưng ống đạn vẫn được che chắn khá kỹ để tránh xâm nhập. Hệ thống điểm hỏa của súng sử dụng cơ chế hoạt động kép có thể khóa an toàn. Mẫu dùng cho lực lượng hải quân được mạ phosphat để tránh bị ăn mòn bởi muối. Các mẫu dùng cho dân sự thì sử dụng báng súng cố định.